# Kaper-2
Kaper-2 (SG-312) – polska jednostka patrolowa projektu SKS-40, zbudowana w latach 1991–1992 w Stoczni Wisła w Gdańsku, pierwotnie dla jednego z urzędów morskich, przekazana później Straży Granicznej (SG). Jednostka przeznaczona jest do patrolowania i ochrony morskiej granicy państwa, ochrony zewnętrznych granic Unii Europejskiej oraz usuwania zanieczyszczeń z powierzchni wody.

## Zamówienie i budowa
„Kaper-2” o numerze budowy SKS-40/2 zwodowany został w lipcu 1991 roku. „Kaper-2” przyjęty został do Straży Granicznej 3 kwietnia 1992 roku, otrzymując numer burtowy SG-312. Wcielono go do ówczesnego Bałtyckiego Dywizjonu Straży Granicznej w Kołobrzegu, obecnie znajduje się w siłach Pomorskiego Dywizjonu Straży Granicznej w Świnoujściu.

## Konstrukcja

### Opis ogólny
Patrolowiec „Kaper-2” to jednostka projektu SKS-40 wybudowana w klasycznym układzie kadłuba o wyporności pełnej 414 ton. Jednostka ma długość całkowitą wynoszącą 42,6 m, zaś długość między pionami wynosi 38,76 m. Szerokość konstrukcyjna kadłuba wynosi 7,7 m, natomiast szerokość całkowita kadłuba to 8,37 m (wraz z odbojnicami). Zanurzenie konstrukcyjne wynosi 2,8 m zaś pełne 2,95 m. Napęd stanowią dwa silniki napędzające dwie śruby napędowe, które pozwalają osiągnąć prędkość maksymalną wynoszącą 17,6 węzła. Zasięg wynosi odpowiednio 2800 mil morskich na jednym silniku i 1200 mil morskich na dwóch. Załogę stanowi 14 osób.

## Służba
„Kaper-2” wcielono do służby w Straży Granicznej 3 kwietnia 1992 roku, z numerem burtowym SG-312. W 2011 roku „Kaper-2” uczestniczył razem z patrolowcami: niemieckim BP 26 „Eschwege”, fińskim CGV „Tursas”, szwedzkim KBV 003 „Amfitrite”, rosyjskim PSKR 017, duński mMHV 903 „Hjortø” oraz litewskmi „Kihu” 102 w międzynarodowych manewrach na wodach Zatoki Gdańskiej. W 2019 roku jednostka uczestniczyła w manewrach „Gniazdo-19”, gdzie ćwiczono usuwanie skażeń ropopochodnych z powierzchni wody.

### Modernizacja
Przez większość służby patrolowiec nie przechodził głębokich modernizacji. Pewne zmiany dotyczyły instalacji nowego systemu łączności oraz nawigacji w celu zintegrowania statku (wraz z bliźniaczym „Kaper-1”) z systemem ZSRN – Zautomatyzowanego Systemu Radarowego Straży Granicznej. SG starała się w latach 2007–2009 o pozyskanie dwóch fabrycznie nowych jednostek patrolowych o większych możliwościach niż używane jednostki SKS-40, jednak plan ten nie został zrealizowany. Poszukiwanie następcy patrolowców proj. SKS-40 wynikało z nałożenia większego zakresu obowiązków na MOSG, w tym zwalczania zanieczyszczeń na morzu, jak i patrolowania granic morskich Rzeczypospolitej Polskiej. Finalnie po fiasku planów zakupu nowych jednostek, zdecydowano się na głęboką modernizację patrolowców SKS-40 w taki sposób, aby były zdolne do nałożonych na Straż Graniczną zadań.
W wyniku prac modernizacyjnych prowadzonych w 2016 roku patrolowiec wyposażono w specjalistyczne wyposażenie, przeznaczone do usuwania zanieczyszczeń z powierzchni wody. Składa się na nie zapora przeciwrozlewowa, zestaw do zbierania zanieczyszczeń ropopochodnych oraz zbiorniki do ich przechowywania w ładowni. Na rufie jednostki zamontowano żuraw hydrauliczny, przeznaczony do obsługi łodzi motorowej oraz instalacji do usuwania zanieczyszczeń.
Dodatkowo przebudowano sterówkę i pomieszczenia załogi, zmodernizowano systemy nawigacji, przeciwpożarowe oraz urządzenia siłowni.